# Александрія (Міннесота)
Александрія (англ. Alexandria) — місто (англ. city) в США, в окрузі Дуглас штату Міннесота. Населення — 14 335 осіб (2020).

## Географія
Александрія розташована за координатами 45°52′27″ пн. ш. 95°22′43″ зх. д. / 45.87417° пн. ш. 95.37861° зх. д. (45.874274, -95.378587).  За даними Бюро перепису населення США в 2010 році місто мало площу 43,26 км², з яких 41,34 км² — суходіл та 1,91 км² — водойми. В 2017 році площа становила 46,33 км², з яких 44,47 км² — суходіл та 1,86 км² — водойми.

## Демографія
Згідно з переписом 2010 року, у місті мешкало 11 070 осіб у 5298 домогосподарствах у складі 2552 родин. Густота населення становила 256 осіб/км².  Було 5821 помешкання (135/км²).
Расовий склад населення:
| - 96,3 % — білих - 0,8 % — чорних або афроамериканців - 0,7 % — азіатів - 0,4 % — корінних американців |

До двох чи більше рас належало 1,4 %. Частка іспаномовних становила 1,5 % від усіх жителів.
За віковим діапазоном населення розподілялося таким чином: 19,1 % — особи молодші 18 років, 58,9 % — особи у віці 18—64 років, 22,0 % — особи у віці 65 років та старші. Медіана віку мешканця становила 38,8 року. На 100 осіб жіночої статі у місті припадало 93,4 чоловіків;  на 100 жінок у віці від 18 років та старших — 90,5 чоловіків також старших 18 років.
Середній дохід на одне домашнє господарство  становив 53 400 доларів США (медіана — 40 633), а середній дохід на одну сім'ю — 66 163 долари (медіана — 55 548). Медіана доходів становила 40 173 долари для чоловіків та 29 592 долари для жінок. За межею бідності перебувало 14,7 % осіб, у тому числі 9,4 % дітей у віці до 18 років та 12,1 % осіб у віці 65 років та старших.
Цивільне працевлаштоване населення становило 5986 осіб. Основні галузі зайнятості: освіта, охорона здоров'я та соціальна допомога — 25,4 %, роздрібна торгівля — 17,4 %, мистецтво, розваги та відпочинок — 14,2 %, виробництво — 13,4 %.

## Відомі жителі
У місті проживає відомий реслер та боєць MMA Брок Леснар.